# Raoul Berthelé
Raoul Berthelé, né Jean Augustin Raoul Berthelé le 6 juin 1886 à Niort dans les Deux-Sèvres et mort pour la France le 22 décembre 1918 à Roulers (Belgique), est un ingénieur chimiste, photographe amateur, connu pour avoir photographié l'arrière-front de la Grande Guerre de 1915 à 1918.

## Biographie
Il naît à Niort (Deux-Sèvres), département dont son père Joseph Francois Marie Berthelé (1858-1926) est l'archiviste départemental depuis 1882. Ce dernier poursuivant sa carrière dans le département de l'Hérault à partir de 1892, Raoul Berthelé effectue une partie de sa scolarité au lycée de Montpellier. Son père fut chargé de cours de paléographie et de diplomatique à la faculté des lettres de Montpellier, et est considéré comme l'un des pères de la campanologie française. Il est étudiant en sciences, ingénieur chimiste, à Montpellier lorsqu'il est mobilisé.
Appelé de la classe 1906, il avait auparavant été incorporé sous les drapeaux comme soldat de 2e classe à la 10e section d'infirmiers à Marseille le 7 octobre 1908. Il est reconnu apte au service armé par la commission spéciale de réforme de Marseille le 23 février 1909, qu'il avait sollicité à cet effet. Il obtient le titre d'élève officier de réserve le 1er octobre 1909. Officier d'administration de 3e classe, il est affecté à l'hôpital militaire de Bourges le 5 avril 1910. Le 1er octobre 1910, il rentre dans ses foyers.
Mobilisé à Lunel (Hérault) le 2 août 1914, il est affecté à l'ambulance 15/16 en qualité d'officier d'approvisionnement. Après un passage à l'ambulance 3/15 à partir du 30 septembre 1916, il rejoint le service métrologique des armées le 27 mars 1917.
Il décède le 22 décembre 1918 à Roulers (Belgique), à l'ambulance 1/64, des suites de la grippe espagnole. Par acte transcrit le 18 novembre 1919 à Montpellier (Hérault), il est reconnu comme soldat mort pour la France,.

## Fonds photographique Raoul Berthelé
Les Archives municipales de Toulouse ont reçu, en 1978, un don de Béatrix Faucher-Berthelé, de documents provenant de sa collection personnelle, de celle de son frère Raoul, son mari Benjamin Faucher (1886-1973), directeur des Archives départementales de la Haute-Garonne à partir de 1926, et de son beau-père Joseph,,,.
Le fonds est constitué en majorité de documents de Raoul Berthelé, : papiers militaires, carnets de prisonniers allemands, facture, mots de passe, imprimés dont des brochures de météorologie, correspondances, cartes d'état-major et plus de 2 800 photographies. Une majorité des clichés sont des négatifs stéréoscopiques, mais le fonds contient également plusieurs centaines de tirages collés dans dix carnets.
Dès 1915, il photographie son quotidien dans l'approvisionnement entre le front et l'arrière, à travers les départements de la Somme, la Marne, la Meuse. Ses clichés permettent de découvrir un secteur méconnu de la guerre, l'arrière-front,.
À partir d'avril 1917, son affectation au service météorologique de l’Armée dans l'Aisne lui donne l'occasion d'effectuer des sondages en ballon captif et des voyages en avion de type biplan. Il réalise d'ailleurs à cette occasion de nombreuses vues aériennes. Tout au long de la guerre, il a également photographié son quotidien, ses amis et ses petites amies, sa famille.